# Blåmyrtjärnen, Lappland
Blåmyrtjärnen är en sjö i Arvidsjaurs kommun i Lappland och ingår i Åbyälvens huvudavrinningsområde.